# Jennifer Bélanger
Jennifer Bélanger (nascida em 1991 em Montreal) é uma escritora canadiana do Quebec. O seu romance de estreia, Menthol, publicado em 2020, foi um dos finalistas seleccionados para o Prémio do Governador Geral de Ficção em língua francesa no Prémio do Governador Geral de 2020.